# 張希賢 (嘉靖進士)
張希賢（1511年—？），字尚友，號龍津，山東兖州府濟寧州人，軍籍，明朝政治人物。

## 生平
嘉靖二十二年（1543年）癸卯科山東鄉試第二十三名舉人。嘉靖二十六年（1547年）中式丁未科會試第一百十七名，登第二甲第七十六名進士。工部觀政，授户部主事。

## 家族
曾祖張晟；祖父張滋；父張瑀，母劉氏。永感下。兄希周、希憲。子张去矜、张去疾。